# Onvo
Onvo (кит. упр. 乐道) — подразделение китайской компании NIO по производству электромобилей, базирующееся в Шанхае. Основано в 2024 году.

## История
Весной 2023 года китайский производитель электромобилей NIO объявил о планах расширить свой модельный ряд ещё двумя брендами. Одним из них должен был стать бренд с рабочим прозвищем Alps, который упоминался в феврале 2024 года во время публикации фотографий замаскированного прототипа первой модели новой дочерней компании. В марте 2024 года был утверждён бренд Onvo. Запуск состоялся в середине мая 2024 года, когда были запущены веб-сайт Onvo и мобильное приложение для будущих пользователей. Президентом компании стал Ай Течэн, а первой моделью компании — среднеразмерный внедорожник L60. Отдавая приоритет низкому энергопотреблению, большому максимальному запасу хода и доступности по сравнению с Tesla Model Y, Onvo был определён в качестве ключевого элемента, который поможет NIO увеличить долю рынка и расширить свою аудиторию.

## Модельный ряд

### Выпускаемые автомобили
- L60
- L90

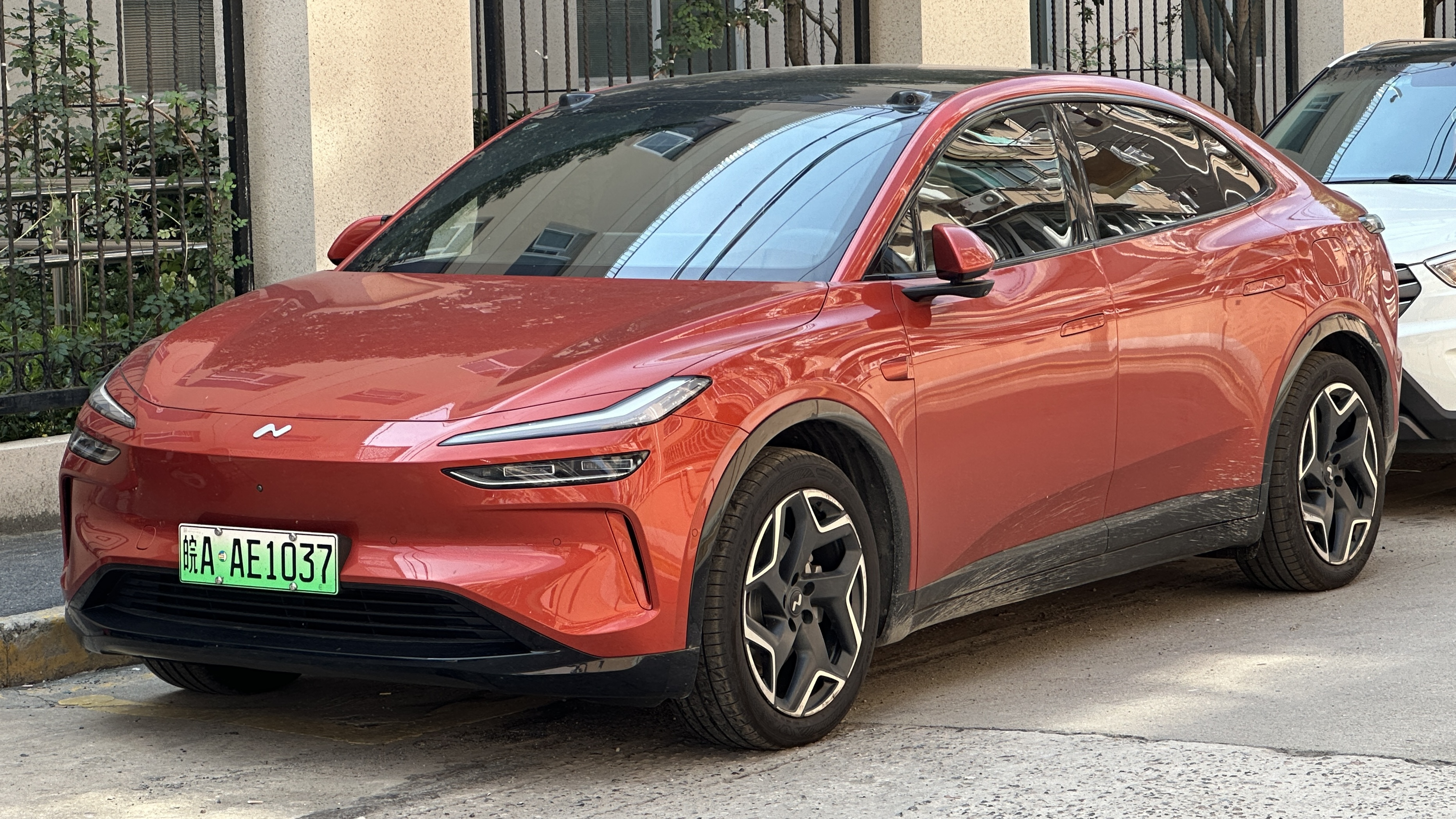
Onvo L60
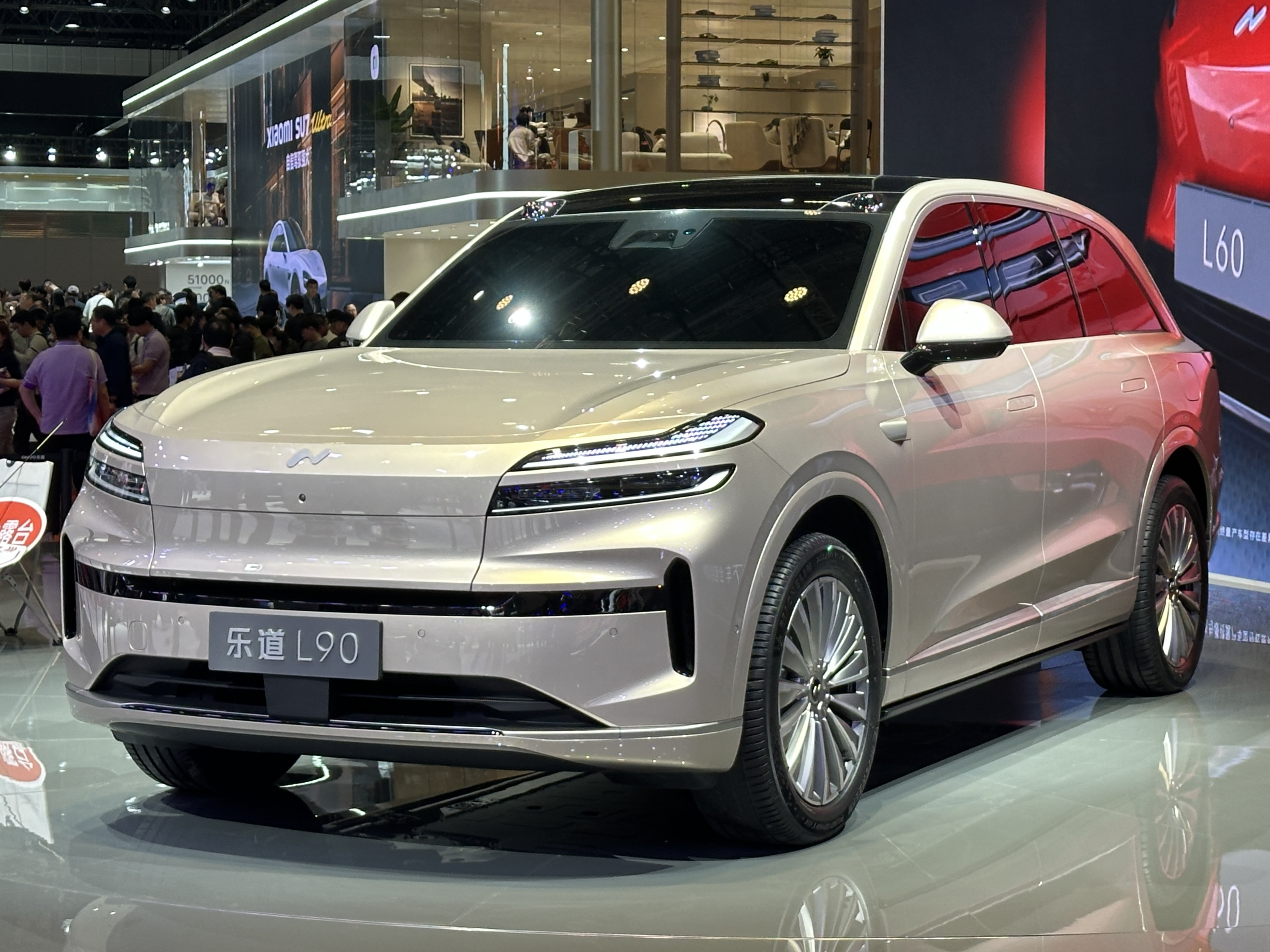
Onvo L90